# Pulau Satumu
Pulau Satumu (en chinois : 沙都姆岛, en malais : சாத்துமு தீவு, en anglais : Coney islet), est une île située dans le Sud de l'île principale de Singapour.

## Géographie
Elle s'étend sur une longueur d'environ 273 m pour une largeur approximative de 90 m. Elle abrite le Raffles Lighthouse (en).